# Rivendicatori
I Rivendicatori (Revengers) sono un gruppo di supercriminali composto da personaggi dei fumetti dell'Universo Marvel pubblicati negli Stati Uniti d'America dalla Marvel Comics.

## Storia editoriale
Il gruppo è esordito negli USA nella storia in due parti pubblicata sul primo numero della serie annuale The New Avengers Annual (vol. 1) del novembre 2011 e sul primo della serie Avengers Annual (vol. 1) n. 1 del marzo 2012.

## Trama
Dopo la sconfitta di Norman Osborn e la fine del suo regno del terrore, il comandante Steve Rogers alias Capitan America, ha rifondato i Vendicatori. Il gruppo era diviso in tre squadre diverse: i Vendicatori - con base a Manhattan nel grattacielo chiamato Torre dei Vendicatori -, i Nuovi Vendicatori - guidati da Luke Cage, con sede nella Base dei Vendicatori - e i Vendicatori Segreti, una squadra speciale creata da Steve Rogers per missioni segrete, che utilizzano una base mobile - il Quinjet. I membri di queste tre formazioni collaborano fra di loro al fine di salvare il mondo.
Simon Williams alias Wonder Man, ex membro dei Vendicatori, dotato di incredibili superpoteri, si convinse che i Vendicatori non fossero degli eroi ma la più grande minaccia che l'umanità avesse mai avuto e che aveva intenzione di eliminarli. Così, insieme ai suoi Rivendicatori, assalì e distrusse il Palazzo dei Vendicatori, cogliendo di sorpresa i Nuovi Vendicatori; i Vendicatori Segreti intervennero cercando di evitare che Atlas distruggesse la Torre dei Vendicatori, ma invano. I Nuovi Vendicatori e i Vendicatori Segreti riuscirono a catturare Wonder Man imprigionandolo nella bolla di contenimento.

## Formazione
- Wonder Man (alias Simon Williams)
- D-Man/Demolition Man (alias Dennis Dunphy)
- Atlas (alias Erik Josten)
- Golia (alias Tom Foster)
- Capitan Ultra (alias Griffin Gogol)
- Virtue (alias Ethan Edwards)
- Century (Extraterrestre)
- Devil-Slayer (alias Eric Simon Payne)
- Anti-Venom (alias Edward Brock)

## Altre versioni

### MC 2
Organizzati dalla Regina Rossa per infiltrarsi nella Villa dei Vendicatori e sconfiggere i Vendicatori, i Rivendicatori tesero un'imboscata ai Vendicatori mentre tornavano da una dimensione alternativa. Una volta imprigionata, la Regina Rossa torturò i membri, rivelando il suo piano per ucciderli. Tuttavia, l'Avenger noto come Mainframe è stato scaricato sul suo sistema domestico dove un nuovo guscio robotico lo aspettava. Ha riunito diversi alleati dei Vendicatori e ha salvato i suoi compagni Vendicatori. I Rivendicatori furono sconfitti in breve tempo e Big Man cambiò idea, impedendo a sua sorella di usare l'autodistruzione della villa per ucciderli tutti.

## Altri media

### Cinema
I Rivendicatori compaiono in Thor: Ragnarok.